# Líšťany (Lounyi járás)
Líšťany település Csehországban, Lounyi járásban. Líšťany Cítoliby, Jimlín, Zbrašín, Louny és Brodec településekkel határos. Lakosainak száma 473 fő (2024. január 1.).

## Népesség
A település lakosságának változását az alábbi diagram mutatja:
| Lakosok száma | 630  | 934  | 1019 | 631  | 510  | 447  | 438  | 447  | 457  | 473  |
|               | 1869 | 1900 | 1921 | 1961 | 1980 | 2011 | 2016 | 2019 | 2021 | 2024 |